# Алексеево-Лозовское
Алексеево-Лозовское (также  Алексеево-Лозовка) — село в Чертковском районе Ростовской области. Административный центр Алексеево-Лозовского сельского поселения.

## География

### Улицы
| - ул. А. Маркина, - ул. Восточная, - ул. Гоголя, - ул. Грушовая, - ул. Дачная, - ул. Заречная, - ул. Кирова, - ул. Колхозная, | - ул. Красноштанова, - ул. Лисичкина, - ул. Луговая, - ул. Молодёжная, - ул. Набережная, - ул. Песчаная, - ул. Рабочая, - ул. Советская, | - ул. Спортивная, - ул. Степная, - ул. Строительная, - ул. Цветочная, - ул. Шевченко, - ул. Энергетиков, - пер. Звездный, - пер. Кирова, | - пер. Лисичкина, - пер. Пушкина, - пер. Садовый, - пер. Советский, - пр. Чистопрудный. |

### Расположение с точки зрения географии
Село расположено в степной, умеренно засушливой зоне. Климат умеренный. Возле села и в самом селе есть небольшие лесные посадки. Недалеко от села есть заболоченная местность. В селе есть искусственный пруд.

## История
Первое упоминание о селе относится к середине XVIII века.
В начале своей истории село носило название «Алексеево» по имени помещика Алексея, фамилия которого до наших дней не сохранилась. Помещик безвыездно проживал в городе, а в селе ежегодно праздновался престольный праздник в честь его имени. Приставка «Лозовка» пошла от того, что река, протекавшая через село, имела большие заросли дикой лозы и камыша. Река называлась Лозовенька.
Помещик Алексей перед смертью отписал свои земли приказчикам Федулову и Гаврилу Петровичу. Приказчики после этого стали панами. В 1864 году из Курской губернии в Лозовку приехали первые переселенцы — Нестор Золотых и Шабанов Яков. Они купили 550 десятин земли у Федулова. 1200 десятин земли Федулов продал Гармашам. В этом же 1864 году приехали в Лозовку 44 семьи из Курской губернии, разделили купленную землю и стали вести хозяйство.
Второй приказчик Гавриил Петрович построил в селе каменную церковь, на которую выделили 100 тысяч рублей. После его смерти жители стали проводить престольный праздник Гавриила. Молебен служили в церкви, где сейчас находится дом культуры. В 1866 году было окончено строительство церкви.
В середине XIX века в Лозовке было 4 крестьянских общины, во главе стоял староста и писарь. В 1876 году была оборудована панская хата под школу для обучения крестьянских детей. В 1904 году в Алексееве-Лозовке была построена церковно-приходская школа на два класса. Первым учителем был Некрасов Гавриил Иванович. Первый выпуск учеников состоялся в 1907 году.
Во время Великой Отечественной войны на фронтах и в оккупации погибло более 200 сельчан. В годы послевоенного строительства крепло село. В 1950-е годы Алексеево-Лозовка была районным центром. На территории села находилось одно из крупнейших хозяйств района — колхоз имени Кирова. С полной отдачей работали дорожно-строительное предприятие, Алексеево-Лозовское отделение «Сельхозтехника», лесхоз и другие организации.

## Население
| 2010 |
| ---- |
| 2393 |

### Известные жители
- Куцаев, Пётр Егорович (1929—2015) — электросварщик, Герой Социалистического Труда (1972).

## Инфраструктура
В 1970—1980 годы велось мощное жилищное строительство для молодых семей и специалистов. Росли целые улицы: Молодёжная, Энергетиков, Советская, Спортивная, Рабочая, Красноштанова, пер. Садовый. Двадцать лет назад в селе была построена новая участковая больница, спортивный комплекс.
На сегодняшний день в Алексееве-Лозовском работают лесхоз, «Агроремонт», ЦСО, почта, связь, дом культуры и другие учреждения.
В октябре 2006 года в селе открыто социально-реабилитационное отделение для пожилых людей.
В 2014 году вышла книга «Алексеево-Лозовское: страницы истории» — автор Скориков Д. Д. В книге на основе архивных источников излагается история села с основания до начала XX века.
В центре села есть несколько крупных магазинов. В 2022 году открылся магазин сети «Пятёрочка». В том же 2022 открылся новый детский сад. Помимо сада есть и школа, она разделена на два корпуса. Школа находится в плачевном состоянии.
В селе находятся несколько детских площадок. В августе 2021 года, на улице Кирова, из-за ЧП площадка была снесена, но позже восстоновленна.